# 電脳やおい少女
『電脳やおい少女』（でんのうやおいしょうじょ）は中島沙帆子の4コマ漫画作品。竹書房の雑誌『まんがくらぶオリジナル』（月刊）に1999年5月号から2006年3月号まで連載された。

## 作品概要
作品名に「やおい」と含まれているが、内容は「やおい」作品を好む人々に焦点をあてた作品であり、作品中には同性愛そのものの描写はほとんど無い。“人には言えない趣味”をもつオタクかつネッターの人々が、趣味に没頭した状態のままに送る日常生活が描かれる。本作品では、同性愛を扱った作品の暗部・深部には触れることなく、趣味人たちの独特の世界を概観することができる。1990年代後半から2000年代前半にかけての、まだアンダーグラウンドの空気を残していたインターネット文化が背景になっており、インターネットについての基礎的な用語や時事問題なども作中で解説されている。

## あらすじ
主人公の田中美月は、やおいの小説・漫画・雑誌など（本記事では、これらを総称して「やおい本」と表記する）を読むことを趣味とする、大学1年生。周囲には同好の士はいなかったのだが、パソコンを購入してインターネットに繋げるようになってみると、次々と仲間が増えていった。

## 登場人物
田中美月（たなか みつき）
本作の主人公。大学1年生、20歳（1年浪人したため）。通学先の大学の近くで1人暮らししている。
やおい本を読むことを至上の趣味としている。やおいに嵌まったきっかけは、高校3年の夏に友人に勧められたため。
パソコンを購入して真っ先にしたことは、インターネットに接続し、やおい関係のサイトを探すことであった。ほどなく、『愛の泥沼』（架空のやおい漫画作品）のファンサイトを発見し、ここに入り浸るようになる。ハンドルネームは「北斗」。
当初は親への仕送りで生活していたが、インターネット接続料・電話代・やおい本に家計を圧迫され日干し状態に陥り、これを改善するためにレンタルビデオ店でアルバイトをしている。特に連載初期は従量制プロバイダに通常時間帯接続であったため、ネットにかかる費用が膨大なものと化していた。ただしネット料金に関しては、後に定額制プロバイダとテレホーダイを利用する事で、多少は改善されている。
やおい趣味を知られないために、やおい本は自宅からも大学からも遠く離れたコンビニエンスストアで購入していたが、その店の店員であった越村に見初められ、付き合うようになる。しかし、彼氏よりもチャットやオフ会、同人イベント（コミケなど）を選んでしまうことも多く、罪悪感に苦しんでいる。趣味は内緒にしている。
妄想癖もあり、合コンで会った男性を片っ端から“受け”と“攻め”に分類する。
越村（こしむら）
美月の彼氏。大学生。
アルバイト先のコンビニエンスストアで、いつもやおい本を買いに来る美月を見初め、付き合う。美月の趣味が何であるか等は一切知らない。長髪で一見軽そうだが好青年。美月がなかなか家に招いてくれない（やおい本を見られたくないため）ことなども、美月がシャイであるためと捉えるなど、美月について必要以上に善意に解釈しがちである。
登場当初は、ひたすら恋に燃え、ちょっとした発言にも涙を流して感動したり、枕を相手に押し倒し方のシミュレーションをするなど、テンションの高い性格であった。連載が進むにつれて、学業や社会問題に真剣に取り組み、美月のこともより真摯に大切にしようとするなど、真面目になる。いつ美月が部屋に来ても良いように掃除は欠かさない。
玉垣（たまがき）
越村の友人。大学生。越村と同じコンビニエンスストアでアルバイトしている。
美月のために取り置いてあった やおい本を、偶然見たことで、美月の本質を知る。口止めの代わりに、美月のバイト先でアダルトビデオを貸してもらっている。
登場当初は やおい趣味に批判的な立場であり、越村よりもやおい仲間を選ぶ美月を激しく非難していたが、いつの間にか毎月「ROSE'S」（『愛の泥沼』が連載されている架空の漫画雑誌）を読むようになる。
かのんに片想いしている。
犬塚志乃（いぬづか しの）
ハンドルネームは「わんこ」。『愛の泥沼』のファンサイト「闇わんこ鍋」の主宰者。定例チャットを行ったり、キャラクターの着せ替えGIFアニメを作成したりなど、コンテンツの充実に余念が無い。
本業は製薬会社勤務のOL。表向きは、美人で有能で優しい。また、「闇わんこ鍋」のカモフラージュのために、お菓子のサイトも主宰している。パソコン本体や、マザーボードにも恋する。
逆瀬川倫子（さかせがわ りんこ）
ハンドルネームは「ポン太」。27歳。「闇わんこ鍋」の常連。
かつての夫は金持ちだったが干渉が激しいために、チャットの邪魔をされたくない理由で離婚した。その後も（元）夫は事あるごとに干渉してくる。
岡本百合子（おかもと ゆりこ）
ハンドルネームは「エリザベス」。「闇わんこ鍋」の常連。
『愛の泥沼』のファンサイト「エリザベスの館」の主宰者。サイトで発表している同人小説は、美月曰く「プロバイダーから文句が来そう」という過激さ。
普段は名家の奥方。姑に対する不満を、同人作品の執筆に昇華させている。家では和服姿だが、オフ会やイベントにはピンクハウスの服で臨む。
まめ吉（※ハンドルネーム）
専業主婦。「闇わんこ鍋」の常連。
双子の男児を出産し、いつか2人が禁断の恋に目覚めるのを今から楽しみにしている。
中川かのん（なかがわ かのん）
美月の大学での友人。やおい趣味には全く縁が無く、美月が「普通の女子大生とはどのようなものか」を思い出すために欠かせない存在。
登場当初は彼氏がいたが、振られた。
遠野まりあ（とおの まりあ）
美月の大学での友人。美月とは対照的に、自分がオタクであることを公言して憚らない。
水田まり（みずた まり）
越村の同級生。越村を狙い、美月を敵対視している。ストーカー経験3回。

## 作中作
『愛の泥沼』（あいのどろぬま）
架空の やおい漫画作品。月刊「ROSE'S」（架空の やおい漫画雑誌）で連載されている。暗黒街の実力者桐生（きりゅう）と、その愛人男性の亘理（わたり）の物語。「愛泥」と略される。ドラマCDやイラスト集などもある。

## 書誌情報
単行本 - 竹書房より「バンブーコミックス」として刊行されている。発売の際には、単行本購入者へのオマケとして、架空のサイトであるはずの「闇わんこ鍋」が実際に制作され、期間限定で公開された。
1. 第1巻（2002年8月6日発行） ISBN 4-8124-5684-3
2. 第2巻（2003年11月17日発行） ISBN 4-8124-5878-1

なお、竹書房から第3巻についての発表はない。2008年8月に発売された同著者の次連載作である『シュレディンガーの妻は元気か』の第1巻には、単行本書き下ろし作品として、同作と当作のクロスオーバー作品である『シュレディンガーはやおい少女の夢を見るか？』が掲載されている。